# V2-ordstilling
V2-ordstilling er en sprogregel, som visse sprog har. Den angiver placeringen af verbet i en fortællende hovedsætning.
Et eksempel fra dansk:
- Jeg læste bogen i går. (subjekt – verbal – objekt – adverbial)
- I går læste jeg bogen. (adverbial – verbal – subjekt – objekt)

I den anden sætning blev verbet flyttet frem for at tilfredsstille reglen. "I går jeg læste bogen" er en umulig sætning på dansk.
V2-ordstilling er bedst kendt fra de germanske sprog, men findes også for enkelte andre sprog, for eksempel Kashmirisk og flere andre dardiske sprog. Nyengelsk har droppet reglen, med undtagelse i nogle faste udtryk, såsom "So am I".
De nordgermanske sprog, som dansk, og jiddisch har også V2-ordstilling i bisætninger:
- Han fortalte at han havde læst bogen i går.

I tysk og nederlandsk står det bøjede verbum derimod sidst i bisætninger:
- Er erzählte, dass er gestern das Buch gelesen hätte.